# Robert O’Reilly

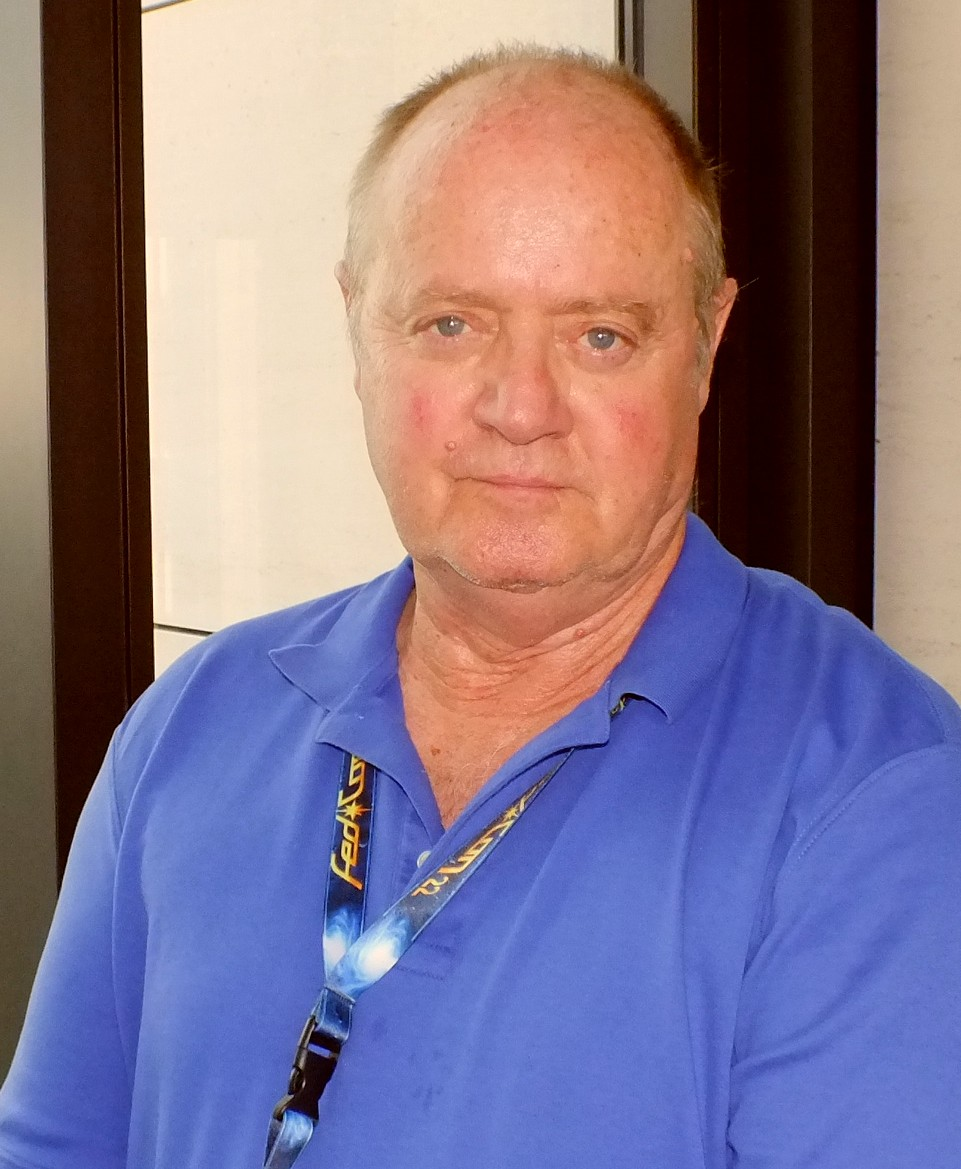
Robert O’Reilly (2013)

Robert O’Reilly (* 25. März 1950 in New York City, New York) ist ein US-amerikanischer Schauspieler.
Den meisten ist er bekannt durch seine Rolle aus Raumschiff Enterprise: Das nächste Jahrhundert und Star Trek: Deep Space Nine als Kanzler Gowron, Kanzler des klingonischen Hohen Rates. Darüber hinaus spielte er die Rolle des Klingonen Kavok bei dem interaktiven Videobrettspiel Eine klingonische Herausforderung.
Er hat allerdings in mehr als 60 weiteren Film- und Fernsehproduktionen mitgespielt u. a. in Cheers, Knight Rider, Sledge Hammer!, Max Headroom, MacGyver, In der Hitze der Nacht, NYPD Blue, Dallas und Numb3rs. Häufig verkörperte er dabei Bösewichte oder zwielichtige Figuren. Filme, in denen er auftrat und größere Rollen übernahm, sind u. a. Moonbase (1997) und Candyman 3 – Der Tag der Toten (1999).
Ein besonderes Kennzeichen ist seine Fähigkeit, seine Augen sehr weit zu öffnen, was er in seiner Rolle als Gowron oft nutzte und was ihm u. a. auch diese Rolle einbrachte.